# Kurt Batt
Kurt Batt (* 11. Juli 1931 in Hamburg; † 20. Februar 1975 in Rostock) war ein deutscher Literaturwissenschaftler, Kritiker und Lektor. In seine Funktionen war er direkt an der DDR-Zensur beteiligt. Er geriet mit der SED-Bezirksleitung Rostock in Konflikt, da sie seinen Status als parteiloser Cheflektor des Hinstorff Verlags nicht akzeptierte.

## Leben
Batt wuchs in Teterow auf und studierte von 1951 bis 1955 Germanistik in Leipzig. Bis 1959 war er Dozent für Deutsch und Literaturgeschichte am Konservatorium Rostock. Er promovierte 1958 zum Dr. phil. an der Philosophischen Fakultät der Karl-Marx-Universität Leipzig. Im Alter von 28 Jahren wurde er 1959 Lektor und 1961 Cheflektor beim Hinstorff Verlag Rostock. Er betreute dort zahlreiche junge Autoren wie Jurek Becker, Thomas Brasch, Fritz Rudolf Fries, Ulrich Plenzdorf und Rolf Schneider, unter anderem war er jahrelang der Lektor von Franz Fühmann. Daneben hielt er Vorlesungen an Universitäten in Polen, Ungarn und in der Bundesrepublik Deutschland und arbeitete seit 1964 auch für die Literaturzeitschrift Sinn und Form.
Seit 1966 war er Mitglied der Kulturbund-Kreisleitung Rostock und des Beirats für Literaturwissenschaft des Aufbau-Verlages und Mitarbeiter der Hauptverwaltung Verlage und Buchhandel des Ministeriums für Kultur der DDR. Von 1967 bis 1971 war er im Vorstand des Deutschen Schriftstellerverbandes. 1974 erhielt er den Heinrich-Mann-Preis. Im gleichen Jahr habilitierte er an der Universität Greifswald mit der Schrift Anna Seghers. Versuch über Werdegang und Werke.
Neben seiner Tätigkeit als Lektor arbeitete Batt wissenschaftlich vor allem über deutsche Literatur des 18. und 19. Jahrhunderts (u. a. Fritz Reuter, Jeremias Gotthelf, Georg Christoph Lichtenberg).
Im Zusammenhang mit Druckgenehmigungsverfahren zu Publikationen von Verlagen in der DDR war Kurt Batt auch als Literaturgutachter für den Hinstorff Verlag tätig und verfasste 1974 beispielsweise zu Fritz Meyer-Scharffenbergs Publikation Dörpgeschichten  (Druck-Nr. 240/55/74; 1974) neben Jürgen Grambow und Hans-Joachim Theil ebenfalls ein Gutachten, weil in der DDR mindestens zwei Gutachten als „Druckempfehlung“ zur Genehmigung des Drucks eines Buches vorliegen mussten.
1974 kam es zwischen Batt und der der SED-Bezirksleitung Rostock zu großen Schwierigkeiten, da diese keinen parteilosen Cheflektor duldete. Batt starb Anfang 1975 im Alter von 43 Jahren in Rostock.

„Das tragische Ende von Kurt Batt, der (…) am Herzinfarkt zugrunde ging, nachdem die Rostocker Parteibürokratie ihn aus dem Verlag gedrängt hatte, gehört als schlimmer Teil der regionalen Literaturverhältnisse in die noch zu schreibende Gesamtdarstellung einer mecklenburgischen Literaturgeschichte, wie sie zugleich weit darüber hinausweist.“

## Publikationen
- Untersuchungen zur Auseinandersetzung zwischen Klaus Groth und Fritz Reuter. Leipzig 1958 (Dissertation)
- (als Herausgeber): Fritz Reuter. Gesammelte Werke und Briefe. 9 Bände. Rostock 1967
- Fritz Reuter. Leben und Werk. Band IX Gesammelte Werke und Briefe. Rostock 1967
- Anna Seghers. Versuch über Werdegang und Werke. Greifswald 1973 (Phil. Habil.-Schr.)
- Anna Seghers. Entwicklung und Werke. Leipzig 1973
- Die Exekution des Erzählers. Frankfurt (Main) 1974
- Revolte Intern. Betrachtungen zur Literatur in der BRD. Leipzig 1974
- (Hrsg.): Lichtenberg: Aphorismen, Essays, Briefe. Leipzig: Dieterichsche Verlagsbuchhandlung, 3. Auflage 1970 (zuletzt: Weltbild-Verlag, Augsburg 2003), mit ausführlicher Einleitung von Batt
- (Hrsg.) Mecklenburg – ein Lesebuch. [Hinstorff-Bökerie; 1] 4. Auflage, Hinstorff, Rostock 1990, ISBN 3-356-00369-0.